# Elkalyce merisina
Elkalyce merisina är en fjärilsart som beskrevs av Lorkovié 1943. Elkalyce merisina ingår i släktet Elkalyce och familjen juvelvingar. Inga underarter finns listade i Catalogue of Life.